# Comes with the Fall
I Comes With The Fall sono un gruppo musicale alternative rock statunitense.

## Storia del gruppo
Composto dal cantante e chitarrista William DuVall, dal chitarrista Nico Constantine (fuoriuscito nel 2001), dal batterista Bevan Davies e dal bassista Adam Stanger, il gruppo si formò ad Atlanta in Georgia e si trasferì poi a Los Angeles in occasione della realizzazione del primo album.
Dal 2000 iniziarono a farsi conoscere nel circuito dei club californiani. Realizzarono così due album, l'omonimo Come With The Falls del 2000 e The Year Is One l'anno seguente sempre per la DVL Recordings.
Durante il 2002 furono il gruppo spalla per Jerry Cantrell, il chitarrista degli Alice in Chains, durante il tour di promozione del suo album solista Degradation Trip. Nel 2003 la band pubblicò il DVD Live Underground 2002 e l'album Live 2002 testimonianza del tour.
Nell'agosto del 2006 il gruppo pubblicò l'EP The Reckoning ep, rivolgendosi per la prima volta in modo esplicito al mercato dei CD dopo anni di produzioni per il solo mercato on-line.
Nel 2006 gli Alice in Chains decisero di riunirsi per un tour europeo e per una serie di esibizioni nei festival estivi in memoria del loro cantante Layne Staley, morto per overdose nel 2002. Per l'occasione lo storico gruppo grunge ingaggiò William DuVall dei Comes With The Fall come cantante.
Nel 2007 i Comes With The Fall registrano un nuovo album, di cui The Reckoning ep è solo una anticipazione.
L'album si intitola Beyond the last light ed è annunciato dalla stessa band come un masterpiece. Nel frattempo il cantante William DuVall fu chiamato per un tour nel Nord-America con gli Alice in Chains. Le sue prestazioni vocali durante il tour furono pregevoli tanto da convincere Jerry Cantrell a riunire ufficialmente gli Alice in Chains ed incidere il primo disco dopo la morte dell'ex leader Layne Staley.

## Discografia
- 2000 - Comes With the Fall
- 2001 - The Year Is One
- 2003 - Live 2002
- 2003 - Live Underground 2002
- 2006 - The Reckoning EP
- 2007 - Beyond the Last Light

## Formazione

### Formazione attuale
- William DuVall - chitarra, voce
- Adam Stanger - basso
- Bevan Davies - batteria

### Ex componenti
- Nico Constantine - chitarra (1999 - 2001)